# Singly na prvním místě v roce 1993 (USA)
Jedničky hitparády Hot 100 za rok 1993 podle časopisu Billboard.
| Datum         | Skladba                                        | Interpret                       |
| 2. leden      | I Will Always Love You                         | Whitney Houston                 |
| 9. leden      | I Will Always Love You                         | Whitney Houston                 |
| 16. leden     | I Will Always Love You                         | Whitney Houston                 |
| 23. leden     | I Will Always Love You                         | Whitney Houston                 |
| 30. leden     | I Will Always Love You                         | Whitney Houston                 |
| 6. únor       | I Will Always Love You                         | Whitney Houston                 |
| 13. únor      | I Will Always Love You                         | Whitney Houston                 |
| 20. únor      | I Will Always Love You                         | Whitney Houston                 |
| 27. únor      | I Will Always Love You                         | Whitney Houston                 |
| 6. březen     | A Whole New World                              | Peabo Bryson feat. Regina Belle |
| 13. březen    | Informer                                       | Snow                            |
| 20. březen    | Informer                                       | Snow                            |
| 27. březen    | Informer                                       | Snow                            |
| 3. duben      | Informer                                       | Snow                            |
| 10. duben     | Informer                                       | Snow                            |
| 17. duben     | Informer                                       | Snow                            |
| 24. duben     | Informer                                       | Snow                            |
| 1. květen     | Freak Me                                       | Silk                            |
| 8. květen     | Freak Me                                       | Silk                            |
| 15. květen    | That's the Way Love Goes                       | Janet Jacksonová                |
| 22. květen    | That's the Way Love Goes                       | Janet Jacksonová                |
| 29. květen    | That's the Way Love Goes                       | Janet Jacksonová                |
| 5. červen     | That's the Way Love Goes                       | Janet Jacksonová                |
| 12. červen    | That's the Way Love Goes                       | Janet Jacksonová                |
| 19. červen    | That's the Way Love Goes                       | Janet Jacksonová                |
| 26. červen    | That's the Way Love Goes                       | Janet Jacksonová                |
| 3. červenec   | That's the Way Love Goes                       | Janet Jacksonová                |
| 10. červenec  | Weak                                           | SWV                             |
| 17. červenec  | Weak                                           | SWV                             |
| 24. červenec  | Can't Help Falling in Love                     | UB40                            |
| 31. červenec  | Can't Help Falling in Love                     | UB40                            |
| 7. srpen      | Can't Help Falling in Love                     | UB40                            |
| 14. srpen     | Can't Help Falling in Love                     | UB40                            |
| 21. srpen     | Can't Help Falling in Love                     | UB40                            |
| 28. srpen     | Can't Help Falling in Love                     | UB40                            |
| 4. září       | Can't Help Falling in Love                     | UB40                            |
| 11. září      | Dreamlover                                     | Mariah Carey                    |
| 18. září      | Dreamlover                                     | Mariah Carey                    |
| 25. září      | Dreamlover                                     | Mariah Carey                    |
| 2. říjen      | Dreamlover                                     | Mariah Carey                    |
| 9. říjen      | Dreamlover                                     | Mariah Carey                    |
| 16. říjen     | Dreamlover                                     | Mariah Carey                    |
| 23. říjen     | Dreamlover                                     | Mariah Carey                    |
| 30. říjen     | Dreamlover                                     | Mariah Carey                    |
| 6. listopad   | I'd Do Anything for Love (but I Won't Do That) | Meat Loaf                       |
| 13. listopadu | I'd Do Anything for Love (but I Won't Do That) | Meat Loaf                       |
| 20. listopadu | I'd Do Anything for Love (but I Won't Do That) | Meat Loaf                       |
| 27. listopadu | I'd Do Anything for Love (but I Won't Do That) | Meat Loaf                       |
| 4. prosinec   | I'd Do Anything for Love (but I Won't Do That) | Meat Loaf                       |
| 11. prosinec  | Again                                          | Janet Jacksonová                |
| 18. prosinec  | Again                                          | Janet Jacksonová                |
| 25. prosinec  | Hero                                           | Mariah Carey                    |